# سد کرماستا
سد کرماستا (به لاتین: Kremasta Dam) یک سد خاکی در یونان است که در Aetolia-Acarnania واقع شده‌است.